# Elhidegülés
Az elhidegülés az emberek egymástól való eltávolodása mind testileg, mind lelki téren. Manapság egyre gyakoribb, főleg nőknél jelentkezik. Kiváltója lehet a másik fél agresszivitása, figyelmetlensége vagy kellemetlen viselkedése is.

## Előzménye
Bekövetkezése előtt már lényeges szimpátiacsökkenésre kerül sor, míg a semlegesség be nem következik. A folyamat előrehaladtával egyre nehezebben visszafordítható.

## Lelkileg
Magányra vágyakozás az adott személy mellett, másik fontosságának alábecsülése. Gyakran a másikban a hibákat keresik, nem figyelnek oda rá, akár konfliktushelyzetet is keresnek.

## Testileg
Szexualitás terén is bekövetkezik olykor egy passzív vagy aktív ellenállás.

## Hatásai
- Az elhidegült személy az adott személy vagy személyek társaságát kerüli, ha lehet meg is szakítja velük akár passzív viselkedésével is.
- Akiktől elhidegültek: sokszor nem veszik észre, hogy partnerük elidegenült. Ha észre is veszik, nem értik annak létrejöttét és indítékait.